# الأقاليم السبعة

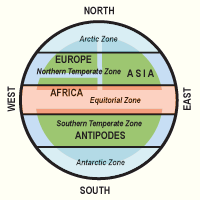
رسم تخطيطي يوضح المنطقة المناخية للأقاليم السبعة التي اقترحها أرسطو.

الأقاليم السبعة قسم أهل الهيئة الأرض أربعة أقسام متساوية —بأن فرضوا على الأرض دائرتين إحداهما المسماة خط الاستواء والأخرى التي تمر بقطبيه— وسموا واحدا من تلك الأقسام بالربع المعمور والربع المسكون؛ ثم قسموا المعمور سبعة قطاع موازرية لخط الاستواء، فيتشابه أحوال البقاع الواقعة في ذلك القسم، وسموا تلك الأقسام بالأقاليم.
ذكر علماء الأوائل أن أقاليم الأرض سبعة، وأن الهند رسمتها، فجعلت إقليم بابل وسطها، وجعلت صفة الأقاليم كأنها حلقة مستديرة يكتنفها ست دوائر على هذه الصفة : فالدائرة الوسطى هي إقليم بابل، والدوائر الست المحدقة بالدائرة الوسطى، كل دائرة منها إقليم من الأقاليم الستة.

## الأقاليم السبعة

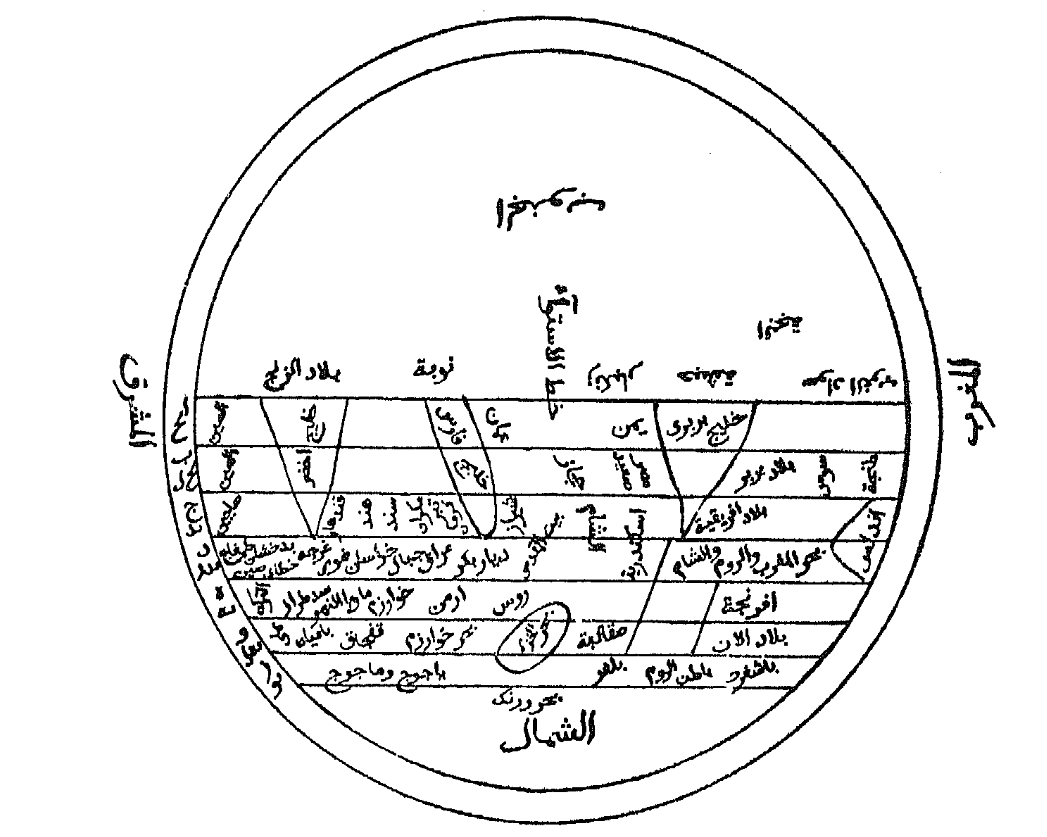
صورة كرة الأرض بأقاليمها حسب تقسيم القزويني في كتابه: آثار البلاد وأخبار العباد

- الإقليم الأول منها إقليم بلاد الهند
- الإقليم الثاني إقليم الحجاز.
- الإقليم الثالث إقليم مصر.
- الإقليم الرابع إقليم بابل(العراق). وهو الممثل بالدائرة الوسطى التي اكتنفتها سائر الدوائر، وهو أوسط الأقاليم وأعمرها وفيه جزيرة العرب، وفيه العراق الذي هو سرة الدنيا. وحد هذا الإقليم مما يلي أرض الحجاز وأرض نجد الثعلبية من طريق مكة، وحده مما يلي الشام وراء مدينة نصيبين من ديار ربيعة بثلاثة عشر فرسخا، وحده مما يلي أرض خراسان، وراء نهر بلخ، وحده مما يلي الهند خلف الدبيل بستة فراسخ، وبغداد في وسط هذا الإقليم.
- الإقليم الخامس بلاد الروم والشام.
- الإقليم السادس بلاد الترك.
- الإقليم السابع بلاد الصين.[2]

## وصلات خارجية
- الأقاليم السبعة  - الموسوعة العربية حتى سابع القرون الهجرية